# Arrondissement administratif de Soignies
L'arrondissement administratif de Soignies est l'un des sept arrondissements administratifs de la Province de Hainaut en Région wallonne (Belgique). Sa superficie est de 357,61 km2 et sa population au 1er janvier 2025 s’élevait à 109 017 habitants, soit une densité de population de 304,9 habitants/km2
Cet arrondissement administratif fait partie de l'arrondissement judiciaire du Hainaut.

## Histoire
L’arrondissement date de 1818 lors de la fusion des cantons d’Enghien, du Rœulx et de Soignies lorsque ceux-ci furent sortis de l’arrondissement de Mons. Le canton de Lessines les a rejoints en même temps en sortant de l’arrondissement de Tournai.
En 1952, la commune d’Œudeghien fut incorporée par l’arrondissement d’Ath.
Lors de la délimitation des arrondissements de 1963, la commune de Saint-Pierre-Capelle (actuellement dans la commune de Hérinnes) et la commune de Biévène furent ajoutées à l’arrondissement de Hal-Vilvorde alors que Deux-Acren fut ajouté en provenance de l’arrondissement d’Alost.
En 1963, la commune de Saint-Denis fut incorporée à l’arrondissement de Mons.
En 1977, les communes de Bray, Péronnes, Vellereille-le-Sec et Estinnes-au-Val furent données à l’arrondissement de Thuin. Villers-Saint-Ghislain fut donnée à l’arrondissement de Mons alors que Chaussée-Notre-Dame-Louvignies et Neufvilles furent ajoutées à l’arrondissement de Soignies. Les communes de Fouleng, Gondregnies et Hellebecq furent détachées de l'arrondissement d'Ath.
Les communes de Enghien, de Lessines et de Silly sont transférées le 1er janvier 2019 dans l'arrondissement administratif d'Ath tandis que les communes de Manage et de Seneffe sont intégrées à la même date dans l'arrondissement par décret du 25 janvier 2018 modifiant des articles relatifs au code de la démocratie locale et de la décentralisation de la région wallonne,. La commune de La Louvière est aussi détachées de l'arrondissement au 1er janvier 2019 afin de créer un nouvel arrondissement administratif, celui de La Louvière.

## Communes et leurs sections

### Communes
- Braine-le-Comte (v)
- Écaussinnes
- Le Rœulx
- Manage
- Soignies (v)
- Seneffe

### Sections
- Arquennes
- Bellecourt
- Bois-d'Haine
- Braine-le-Comte
- Casteau
- Chaussée-Notre-Dame-Louvignies
- Écaussinnes-d'Enghien
- Écaussinnes-Lalaing
- Familleureux
- Fayt-lez-Manage
- Feluy
- Gottignies
- Hennuyères
- Henripont
- Horrues
- La Hestre
- Le Rœulx
- Manage
- Marche-lez-Écaussinnes
- Mignault
- Naast
- Neufvilles
- Petit-Rœulx-lez-Braine
- Petit-Rœulx-lez-Nivelles
- Ronquières
- Seneffe
- Soignies
- Steenkerque
- Thieu
- Thieusies
- Ville-sur-Haine

## Démographie
La chute du chiffre en 2020 s'explique par la réorganisation des arrondissements administratifs de la Province de Hainaut entrée en vigueur au 1 janvier 2019.
- Source: DGS , de 1830 à 1970=recensements population; à partir de 1980 = nombre d'habitants chaque 1 janvier[1]